# Seiichirō Maki
Seiichiro Maki (巻 誠一郎, Maki Seiichirō) (n. 7 de agosto de 1980) es un futbolista japonés, se desempeña como delantero y actualmente juega en el Tokyo Verdy de la J. League Division 2.